# Choanoflagellatea
Choanoflagellatea, razred praživotinja, dio potkloljena Choanofila, koljeno Choanozoa. Postoji 170 vrsta unutar dva reda. Red je opisan 1998.

## Redovi
1. Acanthoecida Cavalier-Smith
2. Craspedida